# Старий Коврай

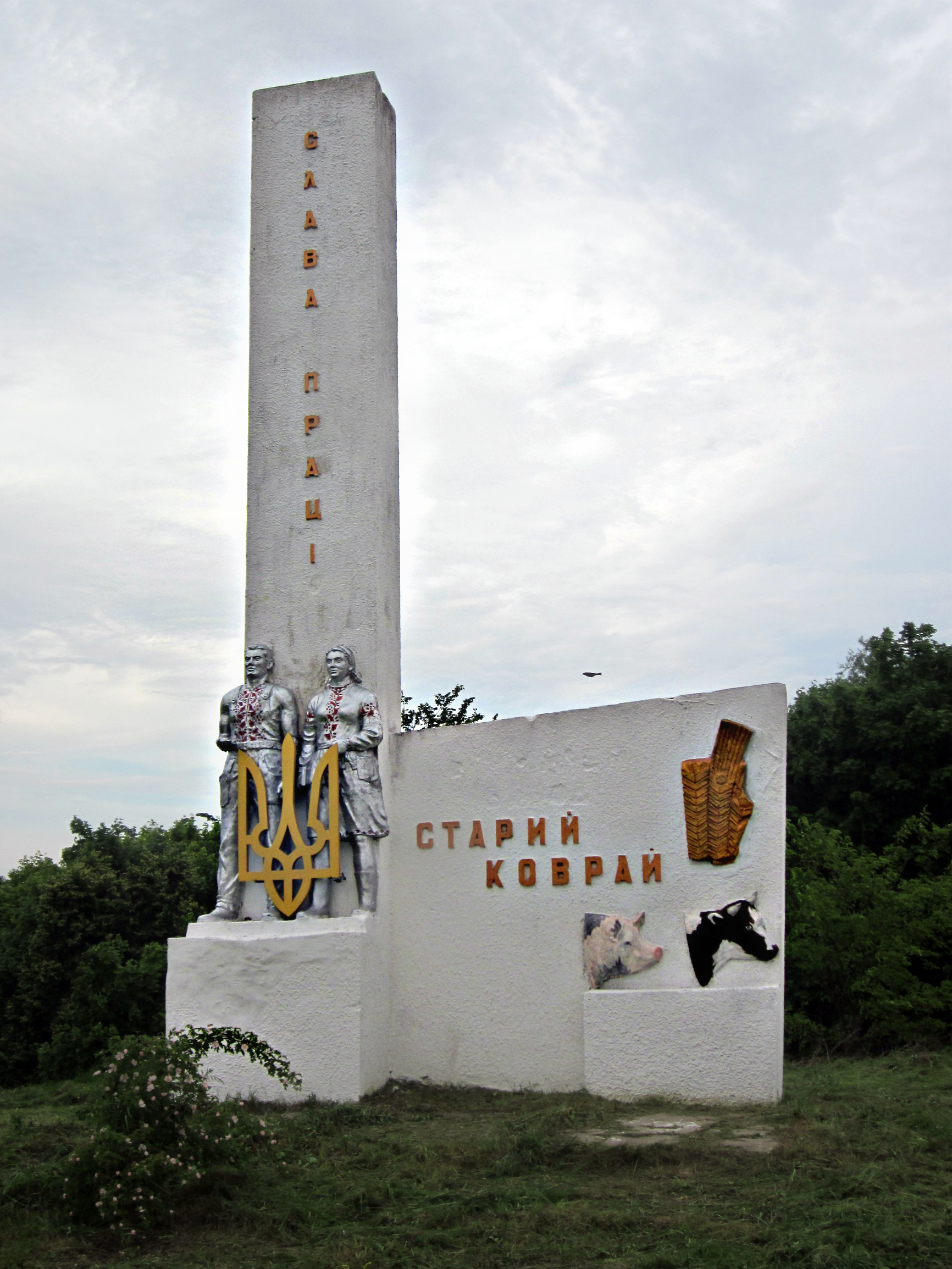

Старий Ковра́й — село в Україні, у Золотоніському районі Черкаської області. Входить до складу Іркліївської сільської громади. Раніше — Іркліївської волості Золотоніського повіту Полтавської губернії. У селі мешкає 880 людей.

## Історія
Село Коврай згадується з 1767 року в «Генеральному описі України».
Назва села походить від річки Коврай (з тюркської — «прохід»), на берегах якої розташоване.
З 1783 року село стає власністю поміщика Ланге.
Селище є на мапі 1826-1840 років як Кавраец.
У 1862 рік у володарському селі Каврай було 2 заводи та 129 дворів де жило 673 особи (328 чоловічої та 345 жиночої статі)
У 1892 році побудовано дерев'яну церкву Різдва Богородиці зі дзвіницею. 1893 року тут з'являється школа грамоти. Також діє церковна бібліотека.

### За часів УРСР
У лютому 1918 року селяни розділили поміщицькі наділи і у березні 1919 року створили один з перших радгоспів на Черкащині.
За часів радянської влади тут з'являється восьмирічна школа та клуб.

### Голодомор
За даними різних джерел у селі Старий Коврай під час голодомору 1932—1933 років загинуло 52 особи. Наразі встановлено імена 22 чоловік.

### Друга Світова війна
204 мешканці села воювали у лавах Червоної армії, з них 155 чоловік загинули, 88 — нагороджені орденами й медалями СРСР. На честь полеглих у боях за Батьківщину у селі споруджено обеліск Слави.

## Відомі люди
В селі народилися Давиденко Григорій Іванович (*17 квітня 1921 — †8 травня 1945) — Герой Радянського Союзу та Двірна Віра Пилипівна — Герой Соціалістичної Праці; оперна співачка, заслужена артистка Білорусі Надія Олександрівна Губська.